# ویرجینین
ویرجینین (به فرانسوی: Virignin) یک کمون در فرانسه است که در ان (اوورنی-رون-آلپ) واقع شده‌است. ویرجینین ۷٫۸۸ کیلومتر مربع مساحت دارد ۲۲۵ متر بالاتر از سطح دریا واقع شده‌است.